# Opisthoxia erionia
Opisthoxia erionia là một loài bướm đêm trong họ Geometridae.